# Gymnomyces nanjingensis
Gymnomyces nanjingensis är en svampart som först beskrevs av B. Liu & K. Tao, och fick sitt nu gällande namn av Trappe, T. Lebel & Castellano 2002. Gymnomyces nanjingensis ingår i släktet Gymnomyces och familjen kremlor och riskor.   Inga underarter finns listade i Catalogue of Life.